# Sovrani di Mantova
In questo articolo sono elencati in ordine cronologico i conti, i signori, i marchesi e i duchi di Mantova, che hanno governato la città dal 984 al 1708.
Nel corso della sua storia di entità autonoma, Mantova ha avuto diversi dominatori che hanno governato la città e le terre mantovane dal Medioevo alla prima età moderna.
Dal 970 al 1115 i Conti di Mantova furono membri del Casato dei Canossa. Durante il periodo di libero comune e signoria, i Signori di Mantova furono esponenti delle famiglie Bonacolsi e Gonzaga. Dal 1328 Mantova fu informalmente guidata dai Gonzaga fino al 1433, quando Gianfrancesco Gonzaga assunse il titolo nobiliare di marchese di Mantova. Nel 1530 Federico II ricevette il titolo di duca di Mantova. Nel 1531 la famiglia acquistò per matrimonio il vacante Marchesato del Monferrato.
Nel 1627, il duca Vincenzo II morì senza eredi, ponendo fine alla linea originaria dei Gonzaga. Dal 1628 al 1631 fu combattuta una guerra di successione tra il Duca di Guastalla, sostenuto dal Sacro Romano Impero, e il Duca di Nevers, sostenuto dalla Francia, per il controllo del Ducato di Mantova. Infine, il duca di Nevers fu riconosciuto come unico duca.
Nel 1708 Mantova fu conquistata dagli Asburgo, ponendo fine al dominio dei Gonzaga. I territori del Monferrato furono ceduti al duca di Savoia. L'imperatore compensò il duca di Lorena, erede in linea femminile dei Gonzaga, per la perdita del Monferrato cedendo ai Lorena il ducato di Teschen. Nel 1745 Mantova fu formalmente unificata al Ducato di Milano, fino al suo scioglimento nel 1796.

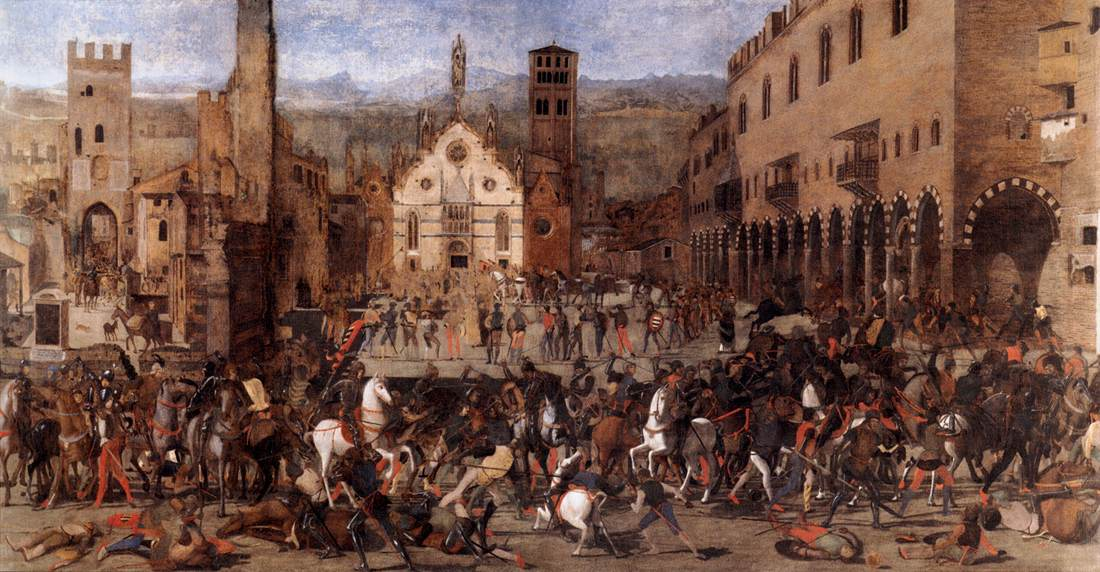
Domenico Morone, La cacciata dei Bonacolsi (Mantova, Palazzo Ducale)

## Conti di Mantova (970-1115)

### Canossa
| Ritratto | Nome                                             | Regno         | Regno          | Matrimoni                                                                                              | Note                                | Nº |
| Ritratto | Nome                                             | Inizio        | Fine           | Matrimoni                                                                                              | Note                                | Nº |
| -------- | ------------------------------------------------ | ------------- | -------------- | --- | ----------------------------------- | -- |
|          | Adalberto Atto di Canossa (939 – 988)            | 970           | 988            | Ildegarda dei Supponidi quattro figli                                                                  | Figlio di Sigifredo di Lucca        | 1  |
|          | Tedaldo di Canossa (? – 1007)                    | 988           | 1007           | Willa degli Hucpoldingi due figli                                                                      | Figlio di Adalberto Atto di Canossa | 2  |
|          | Bonifacio di Canossa (985 – 6 maggio 1052)       | 1007          | 6 maggio 1052  | (1) Richilde di Toscana nessun figlio (2) Beatrice di Lotaringia tre figli                             | Figlio di Tedaldo di Canossa        | 3  |
|          | Matilde di Canossa (marzo 1046 – 24 luglio 1115) | 6 maggio 1052 | 24 luglio 1115 | (1) Goffredo il Gobbo nessun figlio (2) Guelfo di Baviera nessun figlio Guido Guerra I figlio adottivo | Figlia di Bonifacio di Canossa      | 4  |

## Signori di Mantova  (1272-1443)

### Bonacolsi
Pinamonte governò prima come Rettore e poi come Capitano del Popolo, mentre i suoi successori portarono il titolo di Capitani Generali. Bardellone fu anche Rettore Perpetuo.
| Ritratto | Nome                                                | Regno            | Regno            | Matrimoni                                                                | Note                                                              | Nº |
| Ritratto | Nome                                                | Inizio           | Fine             | Matrimoni                                                                | Note                                                              | Nº |
| -------- | --------------------------------------------------- | ---------------- | ---------------- | ------------------------------------------------------------------------ | ----------------------------------------------------------------- | -- |
|          | Pinamonte Bonacolsi (1206 – 7 ottobre 1293)         | 28 luglio 1272   | 9 settembre 1291 | Figlia di Guido II da Correggio otto figli                               | Capo della fazione ghibellina mantovana; fu esautorato dal figlio | 1  |
|          | Bardellone Bonacolsi (... – 1300)                   | 9 settembre 1291 | 2 luglio 1299    | Anastasia da Riva un figlio e due figlie                                 | Terzogenito di Pinamonte; fu rovesciato dal nipote Guido          | 2  |
|          | Guido Bonacolsi Botticella (... – 21 gennaio 1309)  | 2 luglio 1299    | 21 gennaio 1309  | (1) Franceschina Maggi nessun figlio (2) Costanza della Scala due figlie | Primogenito di Giovannino Bonacolsi, figlio di Pinamonte          | 3  |
|          | Rinaldo Bonacolsi Passerino (1278 – 16 agosto 1328) | 21 gennaio 1309  | 16 agosto 1328   | Alisa d'Este nessun figlio                                               | Quartogenito di Giovannino Bonacolsi, figlio di Pinamonte         | 4  |

### Gonzaga
I Gonzaga, sino a Gianfrancesco, portarono il titolo di Capitani del Popolo di Mantova.
| Ritratto | Nome                                                        | Regno             | Regno             | Matrimoni | Note                                                         | Nº |
| Ritratto | Nome                                                        | Inizio            | Fine              | Matrimoni | Note                                                         | Nº |
| -------- | ----------------------------------------------------------- | ----------------- | ----------------- | --- | ------------------------------------------------------------ | -- |
|          | Luigi I Gonzaga (1268 – 18 gennaio 1360)                    | 16 agosto 1328    | 18 gennaio 1360   | (1) Richilda Ramberti tre figli (2) Caterina Malatesta tre figli e due figlie (3) Giovanna Novella Malaspina tre figli e due figlie | Prese Mantova grazie all'appoggio di Cangrande I della Scala | 1  |
|          | Guido Gonzaga (1290 – 22 settembre 1369)                    | 18 gennaio 1360   | 22 settembre 1369 | (1) Agnese Pico due figlie (2) Camilla Beccaria nessun figlio (3) Beatrice di Bar cinque figli e una figlia                         | Figlio di Luigi e Richilda                                   | 2  |
|          | Ludovico I Gonzaga (1334 – 4 ottobre 1382)                  | 22 settembre 1369 | 4 ottobre 1382    | Alda d'Este un figlio e una figlia                                                                                                  | Figlio di Guido e Beatrice                                   | 3  |
|          | Francesco I Gonzaga (1366 – 7 marzo 1407)                   | 4 ottobre 1382    | 7 marzo 1407      | (1) Agnese Visconti una figlia (2) Margherita Malatesta un figlio e una figlia                                                      | Figlio di Ludovico II                                        | 4  |
|          | Gian Francesco Gonzaga (1º giugno 1395 – 25 settembre 1444) | 7 marzo 1407      | 22 settembre 1433 | Paola Malatesta quattro figli e due figlie                                                                                          | Figlio di Francesco e Margherita                             | 5  |

## Marchesi di Mantova (1433–1530)

### Gonzaga
| Ritratto | Nome                                                  | Regno             | Regno             | Matrimoni                                        | Note                                                                             | Nº |
| Ritratto | Nome                                                  | Inizio            | Fine              | Matrimoni                                        | Note                                                                             | Nº |
| -------- | ----------------------------------------------------- | ----------------- | ----------------- | ------------------------------------------------ | -------------------------------------------------------------------------------- | -- |
|          | Gian Francesco (1º giugno 1395 – 25 settembre 1444)   | 22 settembre 1433 | 25 settembre 1444 | Paola Malatesta quattro figli e due figlie       | Acquistò dall'imperatore Sigismondo il titolo di marchese per ben 12.000 Fiorini | 1  |
|          | Ludovico II il Turco (5 giugno 1412 – 11 giugno 1478) | 25 settembre 1444 | 11 giugno 1478    | Barbara di Brandeburgo cinque figli e sei figlie | Figlio di Gianfrancesco                                                          | 2  |
|          | Federico I (25 giugno 1441 – 14 luglio 1484)          | 11 giugno 1478    | 14 luglio 1484    | Margherita di Baviera tre figli e tre figlie     | Primogenito di Ludovico il Turco                                                 | 3  |
|          | Francesco II (10 agosto 1466 – 29 marzo 1519)         | 14 luglio 1484    | 29 marzo 1519     | Isabella d'Este quattro figli e cinque figlie    | Primogenito di Federico                                                          | 4  |
|          | Federico II (17 maggio 1500 – 28 giugno 1540)         | 29 marzo 1519     | 8 aprile 1530     | Margherita Paleologa quattro figli e tre figlie  | Figlio di Francesco e Isabella                                                   | 5  |

## Duchi di Mantova (1530–1708)
Il duca di Mantova è anche marchese del Monferrato (1536-1574) e poi duca del Monferrato (1574-1708).

### Gonzaga
| Ritratto | Nome                                              | Regno            | Regno            | Matrimoni                                                                                           | Note | Nº |
| Ritratto | Nome                                              | Inizio           | Fine             | Matrimoni                                                                                           | Note | Nº |
| -------- | ------------------------------------------------- | ---------------- | ---------------- | --------------------------------------------------------------------------------------------------- | --- | -- |
|          | Federico II (17 maggio 1500 – 28 giugno 1540)     | 8 aprile 1530    | 28 giugno 1540   | Margherita Paleologa quattro figli e tre figlie                                                     | Ricevette il titolo ducale da Carlo V                                                                          | 1  |
|          | Francesco III (10 marzo 1533 – 21 febbraio 1550)  | 28 giugno 1540   | 21 febbraio 1550 | Caterina d'Austria nessun figlio                                                                    | Primogenito di Federico; il governo fu retto dalla madre Margherita e dagli zii Ercole e Ferrante, suoi tutori | 2  |
|          | Guglielmo (24 aprile 1538 – 14 agosto 1587)       | 21 febbraio 1550 | 14 agosto 1587   | Eleonora d'Austria un figlio e due figlie                                                           | Figlio di Federico; regnò inizialmente sotto la tutela della madre e degli zii                                 | 3  |
|          | Vincenzo I (21 settembre 1562 – 18 febbraio 1612) | 14 agosto 1587   | 18 febbraio 1612 | (1) Margherita Farnese nessun figlio (annullato) (2) Eleonora de' Medici quattro figli e due figlie | Figlio di Guglielmo                                                                                            | 4  |
|          | Francesco IV (7 maggio 1586 – 22 dicembre 1612)   | 18 febbraio 1612 | 22 dicembre 1612 | Margherita di Savoia un figlio e due figlie                                                         | Primogenito di Vincenzo ed Eleonora; morì a causa del vaiolo, come il figlio Ludovico                          | 5  |
|          | Ferdinando (26 aprile 1587 – 29 ottobre 1626)     | 22 dicembre 1612 | 29 ottobre 1626  | Caterina de' Medici nessun figlio                                                                   | Secondogenito di Vincenzo ed Eleonora; fu Cardinale prima di diventare Duca                                    | 6  |
|          | Vincenzo II (7 gennaio 1594 – 25 dicembre 1627)   | 29 ottobre 1626  | 25 dicembre 1627 | Isabella Gonzaga di Novellara nessun figlio                                                         | Quartogenito di Vincenzo ed Eleonora; con lui si estinse il ramo diretto dei Gonzaga                           | 7  |

### Gonzaga-Nevers
I Gonzaga-Nevers discendevano da Ludovico Gonzaga, figlio di Federico II, diventato duca di Nevers e Rethel dopo il matrimonio con Enrichetta di Nevers.
| Ritratto | Nome                                              | Regno             | Regno             | Matrimoni                                                                              | Note | Nº |
| Ritratto | Nome                                              | Inizio            | Fine              | Matrimoni                                                                              | Note | Nº |
| -------- | ------------------------------------------------- | ----------------- | ----------------- | -------------------------------------------------------------------------------------- | --- | -- |
|          | Carlo I (6 maggio 1580 – 22 settembre 1637)       | 17 gennaio 1628   | 22 settembre 1637 | Caterina di Lorena tre figli e tre figlie                                              | Figlio di Ludovico ed Enrichetta; l'imperatore Ferdinando II non autorizzò la sua successione e così scoppiò la guerra                   | 8  |
|          | Carlo II (31 ottobre 1629 – 14 agosto 1665)       | 22 settembre 1637 | 14 agosto 1665    | Isabella Clara d'Austria un figlio                                                     | Figlio di Carlo, figlio di Carlo I, e di Maria Gonzaga, figlia di Francesco IV; sua madre governò il ducato fino a che non compì 18 anni | 9  |
|          | Ferdinando Carlo (31 agosto 1652 – 5 luglio 1708) | 14 agosto 1665    | 30 giugno 1708    | (1) Anna Isabella Gonzaga nessun figlio (2) Susanna Enrichetta di Lorena nessun figlio | Figlio di Carlo II; sua madre governò il ducato fino al 1669; fu privato dei suoi Stati dall'imperatore Giuseppe I                       | 10 |

1708: governatorato di nomina asburgica
1745: unione con il Ducato di Milano